# Louis Armand
Louis Armand (Cruseilles, Francia, 17 de enero de 1905 - Villers-sur-Mer, 30 de agosto de 1971) fue un ingeniero y alto funcionario francés, conocido por ser el primer presidente del Euratom.

## Biografía
Nació el 17 de enero de 1905 a la ciudad de Cruseilles, población situada en el departamento de la Alta Saboya. Estudió en las ciudades de Annecy y Lyon y en 1924 se graduó en ingeniería en la Escuela politécnica, donde posteriormente fue profesor en la Escuela Superior de Minas.
Durante la Segunda Guerra Mundial fue miembro de la Resistencia francesa. Arrestado por la Gestapo el 25 de junio de 1944 y encarcelado en la ciudad de París, fue puesto en libertad en la liberación de esta ciudad por parte del ejército aliado.
Miembro de la Academia francesa desde el año 1963, Armand murió el 30 de agosto de 1971 en la población de Villers-sur-Mer, situada en el departamento de Calvados.

## Actividad profesional
El 1949 fue nombrado Mánager General de la Sociedad Nacional de Ferrocarriles Franceses (SNCF), siendo uno de los impulsores de la creación de la Sociedad creadora del Túnel bajo el canal de la Mancha en 1957. 
Interesado en la cooperación entre los países y fiel defensor del europeismo, en el año 1958 fue nombrado primer Presidente de la Comunidad Europea de la Energía Atómica (Euratom), organismo acabado de crear después de la firma de los Tratados de Roma. A partir de 1960 participó, conjuntamente con Jacques Rueff, en la redacción del plan Rueff-Armand en favor de la planificación de un mercado común en torno a la Comunidad Económica Europea (CEE).